# Campaña de la gobernación de Daraa
Como parte de la guerra civil siria, la campaña de la gobernación de Daraa consistió en varias batallas y ofensivas en toda la gobernación del sur de Siria:

## Ofensivas
- Choques en la gobernación de Daraa (2011-2013): serie de enfrentamientos militares que comenzaron desde la fase de levantamiento civil de la Guerra Civil Siria en 2011, hasta finales de 2013.  La FSA captura varios distritos.
- Ofensiva de Daraa (2013): Lanzada por la oposición para apoderarse de las zonas fronterizas en la gobernación.
- Daraa ofensiva (octubre de 2014): los rebeldes se apoderan de más territorios controlados por el ejército sirio.
- Primera batalla de Al-Shaykh Maskin: los rebeldes capturan parte de Al-Shaykh Maskin del ejército árabe sirio.
- Ofensiva Daraa (enero de 2015) : los rebeldes finalmente capturan a todos los Al-Shaykh Maskin .
- Daraa y As-Suwayda ofensiva (junio de 2015) : los rebeldes toman la Brigada 52, al-Rakham, al-Meleha al-Gharbia, el punto de control de al-Koum y Sakakah.
- Ofensiva de Daraa (junio-julio de 2015): el ejército sirio resiste el ataque rebelde en la ciudad de Daraa.
- Segunda batalla de Al-Shaykh Maskin: las fuerzas del gobierno sirio recobran a Al-Shaykh Maskin del control de los rebeldes.
- Ofensiva de Daraa (marzo-abril de 2016): los rebeldes capturan el territorio controlado por el EI .
- Ofensiva Daraa (febrero-junio de 2017): un ataque conjunto de Tahrir al-Sham , Jaish al-Islam , Ahrar al-Sham y el Frente Sur captura la mayor parte del distrito de Al-Manishiyah de la ciudad de Daraa.
- Ofensiva de Daraa del sudoeste (febrero de 2017): el EI captura el territorio controlado por los rebeldes.
- Ofensiva de Daraa (junio de 2017) : el ejército sirio captura al menos el 50% del campo de refugiados de Daraa.
- Ofensiva del sur de Siria 2018 : el ejército sirio captura toda la ciudad de Daraa y toda el área de la provincia de Daraa.[9][10]

| Batalla                             | Cronología | Bajas del ejército                                       | Bajas entre Rebeldes e islamistas                          | Bajas Civiles |
| ----------------------------------- | --- | -------------------------------------------------------- | ---------------------------------------------------------- | ------------- |
| Primera batalla de Daraa            | 14 de noviembre de 2011 – 3 de enero de 2013                                                                                       | 526                                                      | ~950                                                       | 470           |
| Segunda batalla de Daraa            | 3 de marzo – 10 de abril de 2013                                                                                                   | 10                                                       | 40                                                         | Desconocido   |
| Tercera batalla de Daraa            | 3 – 6 de octubre de 2014 | 53+                                                      | 63+                                                        | 26+           |
| Primera batalla de Al-Shaykh Maskin | 1 de noviembre de 2014 – 15 de diciembre de 2014                                                                                   | 58                                                       | 200                                                        | Desconocido   |
| Cuarta batalla de Daraa             | 24 – 31 de enero de 2015 | 17+                                                      | 77–97                                                      | Desconocido   |
| Batalla de Daraa y As-Suwayda       | 9 – 18 de junio de 2015 | 28–83                                                    | 36–125                                                     | Desconocido   |
| Quinta batalla de Daraa             | 25 de junio – 10 de julio de 2015                                                                                                  | 28–34+                                                   | 70–200+                                                    | 11            |
| Segunda batalla de Al-Shaykh Maskin | 27 de diciembre de 2015 – 25 de enero de 2016                                                                                      | 98                                                       | 210                                                        | Desconocido   |
| Sexta batalla de Daraa              | 21 de marzo – 8 de abril de 2016                                                                                                   | Desconocido (EIIL) (en total de ambas partes 93 muertos) | Desconocido (en total de ambas partes 93 muertos)          | 25            |
| Séptima batalla de Daraa            | 12 de febrero – 8 de marzo de 2017(primera fase) 6–26 de abril de 2017(segunda fase) 24 de mayo – 6 de junio de 2017(tercera fase) | ~300                                                     | 278+                                                       | 12+           |
| Octava batalla de Daraa             | 20 – 27 de febrero de 2017 | 36 (EIIL)                                                | 174                                                        | 9             |
| Novena batalla de Daraa             | 7 – 23 de junio de 2017 | 27–40                                                    | 19+                                                        | Desconocido   |
| Ofensiva del sur de Siria           | 18 de junio – 31 de julio de 2018                                                                                                  | 309                                                      | 205                                                        | 236           |
| Total de Bajas                      | 14 de noviembre de 2011 – 31 de julio de 2018                                                                                      | 1,454–1,528                                              | 2,322–2,561 (+439 EIIL y un número desconocido de fuerzas) | 789           |